# Julieta Ezcurra

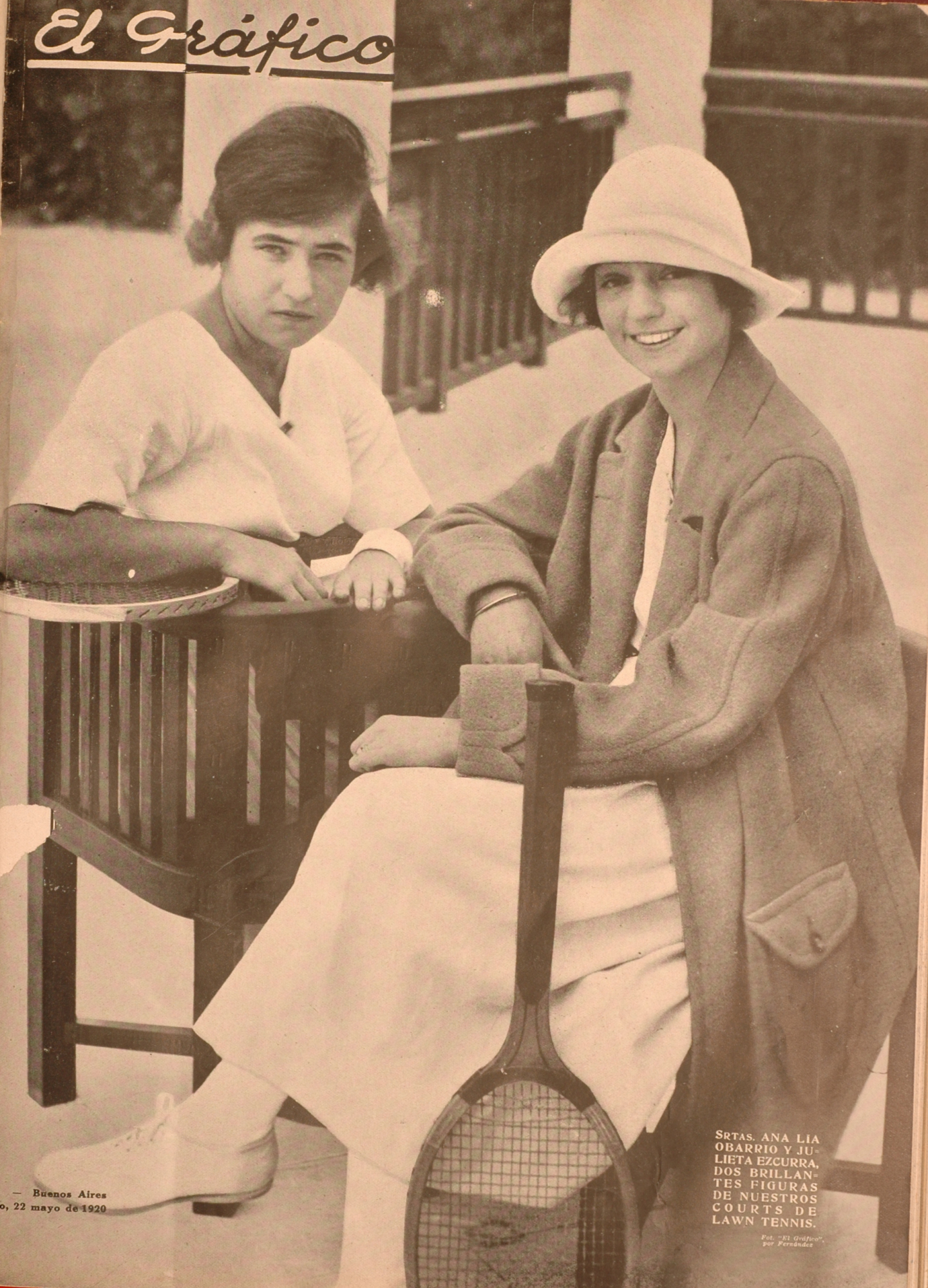
Julieta Ezcurra (derecha), junto a la también tenista Analía Obarrio en la tapa de la revista El Gráfico del 22 de mayo de 1920. Puede leerse: Srtas. Ana Lía Obarrio y Julieta Ezcurra, dos brillantes figuras de nuestros courts de lawn tennis.

Julieta Ezcurra fue una destacada tenista argentina.

## Carrera deportiva
Ganó el Campeonato del Río de la Plata en las ediciones de 1923 y 1926, tras derrotar en las respectivas finales a Inés Anderson 6-2 y 6-2 y a María Turnbull de Rendtorff 6-0 y 6-1.
En dobles de damas ganó en nueve ocasiones el mismo torneo: en 1919 y 1920 junto a Analía Obarrio, en 1923 junto a María Turnbull de Rendtorff, en 1926 junto a María del Carmen Paysée, y en 1927, 1929, 1930, 1931 y 1932 junto a Inés Anderson. Asimismo, llegó a la final de dobles de damas en 1922 junto a Analía Obarrio (perdieron contra Catalina N. Mackenzie de Norris e Inés Anderson).
En dobles mixtos ganó en siete oportunidades el torneo: en 1926 junto a Alfredo Villegas (derrotaron a María del Carmen Paysée y Ernesto Brown), en 1927 junto a Guillermo Robson (derrotaron a Analía Obarrio y Enrique Obarrio, en 1929 junto a Guillermo Robson (derrotaron a María Elena Bushell y Ricardo López Pelliza), en 1930 junto a Guillermo Robson (derrotaron a Lucilo del Castillo y Emilia Zappa de Marfort), en 1931 junto a Ricardo López Pelliza (derrotaron a la dupla uruguaya Beatriz B. de Edwards (URU) y Eduardo Stanham), en 1932 junto a Guillermo Robson (derrotaron a María Elena Bushell y Ricardo López Pelliza) y en 1933 junto a Guillermo Robson (derrotaron a Marta Balparda y Saturnino Balparda).
Asimismo, llegó a la final junto a Arturo Hortal en 1923 (perdieron contra Dorothy W. Boadle y Carlos Dumas), y en 1925 junto a Guillermo Robson (perdieron contra Analía Obarrio y Enrique Obarrio).